# Александър Кожухаров
Александър Георгиев Кожухаров е български юрист.
Той е роден през 1907 година в София.
През 1933 г.завършва единствения за времето си Юридически факултет на Софийския университет „Свети Климент Охридски“.
По-късно работи като съдия в Самоковския районен съд, по-късно в Софийски градски съд. Дълги години е преподавател по гражданско право в Софийския университет „Свети Климент Охридски“От 1946 г. е доцент, а от 1950 професор по право. Автор на учебници, монографии, студия и статии в областта на гражданското право и най-вече в облигационното право, които се характеризират с практическата им приложимост и актуалност, въпреки че са писани преди повече от половин век. Бил е арбитър в Арбитражния съд при Бългаско търговско-промишлена палата. Член на Римския клуб по сравнително право. Изключително ерудиран лектор, водил лекционни курсове в Макс Планк институт в Хамбург и Лайпциг. Един от авторите на гражданския кодекс на Квебек, Канада. Владеещ перфекто немски и френски език. Често пъти е теоретичен противник на Живко Сталев и е описван от съвременниците си като трудолюбив човек. Умира през 1974 година.

## Научни трудове
- Право на задържане, С., 1941 г.;
- Culpa in conthrahendo, С.;
- Закон за задълженията и договорите – синтез на юриспруденцията, С., 1948 г.;
- Гражданско право – обща част. Субекти. С.;
- Облигационно право. Общо учение за облигационното отношение. и Отделни видове облигации.(Няколко издания от 1951 до 2002 г.);
- Основи на правото на НРБ (авт. к.);